# Fabrice de La Villehervé
 (avril 2022).
Si vous disposez d'ouvrages ou d'articles de référence ou si vous connaissez des sites web de qualité traitant du thème abordé ici, merci de compléter l'article en donnant les références utiles à sa vérifiabilité et en les liant à la section « Notes et références ».
 (avril 2022).
La mise en forme du texte ne suit pas les recommandations de Wikipédia : il faut le « wikifier ».
Les points d'amélioration suivants sont les cas les plus fréquents. Le détail des points à revoir est peut-être précisé sur la page de discussion.
- Les titres sont pré-formatés par le logiciel. Ils ne sont ni en capitales, ni en gras.
- Le texte ne doit pas être écrit en capitales (les noms de famille non plus), ni en gras, ni en italique, ni en « petit »…
- Le gras n'est utilisé que pour surligner le titre de l'article dans l'introduction, une seule fois.
- L'italique est rarement utilisé : mots en langue étrangère, titres d'œuvres, noms de bateaux, etc.
- Les citations ne sont pas en italique mais en corps de texte normal. Elles sont entourées par des guillemets français : « et ».
- Les listes à puces sont à éviter, des paragraphes rédigés étant largement préférés. Les tableaux sont à réserver à la présentation de données structurées (résultats, etc.).
- Les appels de note de bas de page (petits chiffres en exposant, introduits par l'outil «  Source ») sont à placer entre la fin de phrase et le point final[comme ça].
- Les liens internes (vers d'autres articles de Wikipédia) sont à choisir avec parcimonie. Créez des liens vers des articles approfondissant le sujet. Les termes génériques sans rapport avec le sujet sont à éviter, ainsi que les répétitions de liens vers un même terme.
- Les liens externes sont à placer uniquement dans une section « Liens externes », à la fin de l'article. Ces liens sont à choisir avec parcimonie suivant les règles définies. Si un lien sert de source à l'article, son insertion dans le texte est à faire par les notes de bas de page.
- La présentation des références doit suivre les conventions bibliographiques. Il est recommandé d'utiliser les modèles {{Ouvrage}}, {{Chapitre}}, {{Article}}, {{Lien web}} et/ou {{Bibliographie}}. Le mode d'édition visuel peut mettre en forme automatiquement les références.
- Insérer une infobox (cadre d'informations à droite) n'est pas obligatoire pour parachever la mise en page.

Pour une aide détaillée, merci de consulter Aide:Wikification.
Si vous pensez que ces points ont été résolus, vous pouvez retirer ce bandeau et améliorer la mise en forme d'un autre article.
Fabrice de La Villehervé est un acteur et chanteur français.

## Biographie
Fabrice de La Villehervé est né dans la famille Le Minihy de La Villehervé, d'ancienne bourgeoisie  originaire de Bretagne, issue de Maurice Sébastien Le Minihy, sieur de La Villehervé (1687-1730), bourgeois de Saint-Brieuc, (Côtes-d'Armor).

## Carrière
En 1997, Fabrice de La Villehervé fonde avec Benoît Lavigne la compagnie Les Saltimbanques. En 2010, il joue le rôle de Hadley, dans l'épisode La Chasse aux fantômes de la série Joséphine, ange gardien. En 2019, il joue dans la série de TF1, Demain nous appartient, dans le rôle de Francis Leconte puis retourne dans un autre épisode de Joséphine, ange gardien : Enfin libre.

## Théâtre
- 1984: Embrassons nous Folleville mis en scène par Roger Louret
- 1985 : La Nuit du Théâtre à Monclar d'Agenais
- 1986: L'Avare, mis en scène par Roger Louret
- 1989 : Ma vie n'est plus un roman de Michel Déon, mise en scène Roger Louret, Théâtre des Bouffes-Parisiens
- 1990 : La Java des mémoires, mis en scène par Roger Louret, en tournée
- 1992 : Paul et Virginie de Jean-Jacques Debout, mise en scène Régis Santon, Théâtre de Paris
- 1993 : Les Misérables, mise en scène par la Royal Shakespeare Company, théâtre Mogador
- 1994-1995-1996- Les années twist, mise en scène roger Louret, les folies bergère
- 1998 : La Salle n°6 d’après une nouvelle d'Anton Tchekhov, mis en scène benoit lavigne et fabrice de la villehervé, Théâtre du Lucernaire
- 1999 :  La Jalousie du barbouillé de Molière, Festival des jeux du théâtre de Sarlat, mis en scène par benoit lavigne, Théâtre du Lucernaire
- 2001: Doit-on le dire, mise en scène Benoit Lavigne, Théâtre du Lucernaire
- 2002 : Beaucoup de bruit pour rien, mise en scène benoit lavigne, Théâtre 13
- 2005 : Roméo et Juliette mise en scène Benoit Lavigne, Théâtre 13
- 2006 : Adultères de Woody Allen, mise en scène Benoît Lavigne, Théâtre de l'Atelier
- 2007 : Le Roi lion mise en scène Julie Taymor, Théâtre Mogador
- 2009 : La Corde mis en scène par Guy Freixe, au Café de la danse
- 2011 : Mozart, l'opéra rock, en tournée
- 2011 : La Belle de Cadix, mise en scène Olivier Desbordes, théâtre Le Comedia
- 2013 : Sister Act, mise en scène C. Brouwer, théâtre Mogador
- 2014: La Rose tatouée, mise en scène Benoit Lavigne, en tournée
- 2014 : Flashdance, mis en scène par Philippe Hersen
- 2015 : Irma la douce d'Alexandre Breffort, mise en scène Nicolas Briançon,  Théâtre de la Porte Saint-Martin
- 2023 : Femmes en colère de Mathieu Menegaux et Pierre-Alain Leleu, mise en scène Stéphane Hillel, La Pépinière-Théâtre

## Filmographie

### Cinéma
- 2006 : Les Irréductibles de Renaud Bertrand : Conseiller ALPE
- 2008 : Mesrine : L'Ennemi public no 1 de Jean-François Richet : Le gardien-chef
- 2013 : Le Renard jaune de Jean-Pierre Mocky : Le légiste
- 2014 : Tu es si jolie ce soir de Jean-Pierre Mocky : Hank
- 2017 : Bonne Pomme de Florence Quentin : un habitant
- 2018 : Comme des garçons de Julien Hallard : Le garagiste
- 2018 : Christ(off) de Pierre Dudan : Homme confessionnal
- 2022 : Sans répit de Régis Blondeau : le responsable de la chambre mortuaire
- 2024 : Tous toqués! de Manon Briand : Arthur

### Télévision
- 1999 : Les Cordier, juge et flic, épisode Le Deuxième fils
- 2007 : Hubert et le chien : l'homme fourrière
- 2007 : Julie Lescaut, épisode Ecart de conduite
- 2010 : Joséphine, ange gardien, épisode Chasse aux fantômes : détective Hadley
- 2011 : Une famille formidable, épisode Vive la crise
- 2017 : Le Sang de la vigne, épisode Crise aiguë dans les Graves
- 2018 : Le juge est une femme, épisode Livraison mortelle
- 2019 : Demain nous appartient : Francis Leconte
- 2019 : Joséphine, ange gardien, épisode Enfin Libres ! : Jean-Charles d’Orvilliers
- 2021 : Le Code : Maître du Sasse
- 2022 : Le Voyageur, épisode Au bout de la nuit

## Doublage

### Cinéma

#### Films
- 2020 : Black Beauty : l'officier de police (Ashley Taylor)
- 2021 : Freaks Out : Gambaletto (Michelangelo Dalisi)
- 2021 : Les Lois de la frontière : l'inspecteur Vives (Pep Tosar)
- 2022 : The Batman : l'inspecteur principal (Joseph Balderrama)
- 2022 : Thor: Love and Thunder : ? (?)
- 2022 : Emancipation : le major G. Halstead (Paul Ben-Victor)
- 2022 : Argentine, 1985 : ? (?)
- 2022 : Master : ? (?)
- 2023 : Little Dixie (en) : l'agent spécial Tom Hanley (Bruce Roach)
- 2023 : Oppenheimer : Joe Volpe (Michael Andrew Baker)
- 2023 : Agent Stone : ? (?)
- 2023 : Nowhere : ? (?)
- 2023 : Family Switch : ? (?)
- 2023 : Maestro : ? (?)
- 2024 : Shirley : ? (?)
- 2025 : Freaky Friday 2 : Encore dans la peau de ma mère : ? (?)

#### Film d'animation
- 2023 : Élémentaire : voix additionnelles

### Télévision

#### Téléfilms
- 2020 : Noël avec le prince de mes rêves : Tom Simmons (Larry Day)
- 2021 : La Mort m'a sauvé la vie : le commissaire Williams (Philip Hernandez)
- 2021 : Milliardaire ou presque : le chef Andre (Kevin Klassen)
- 2021 : Le Camp des cœurs brisés : Simon (Cameron Park)
- 2022 : Les Olympiades de Noël : ? (?)
- 2023 : The Perfect In-Laws : Zach (Jason Vail)
- 2023 : Ma vie est un film de Noël ! : ? (?)
- 2023 : Erin, fuir ou mourir : Dale (Michael Scovotti)

#### Séries télévisées
- 2022 : Billy the Kid : Peon (Manuel-Rodriguez Saenz)
- 2022 : Mystery Road : Les origines : Abe (Toby Leonard Moore)
- 2023 : Les Rois de Bombay (en) : ? (?)
- 2024 : Sexy Beast (en) : Jared Harrison (James Doherty (en)) (saison 1, épisode 5)
- 2024 : Bandidos : Juan Morales (Bruno Bichir)
- 2024 : Maxton Hall - Le monde qui nous sépare : Percy (Hyun Wanner (de))
- 2024 : The Day of the Jackal : Larry Stoke (Patrick O'Kane (en))

#### Séries d'animation
- 2022 : Urusei Yatsura : le père de Mendo
- 2023 : Gamera: Régénération : voix additionnelles
- 2024 : Tomb Raider : La Légende de Lara Croft : voix additionnelles